# Mordvapen till salu
Mordvapen till salu är en svensk film från 1963 med regi och manus av Per G. Holmgren. I rollerna ses bland andra Anna Sundqvist, George Fant och Keve Hjelm.
Filmen spelades in i Metronomes studio i Stockholm och i Karlstad. Fotograf var Bengt Dalunde och musikkompositörer Charles Redland och Holmgren. Filmen klipptes ihop av Per Krafft och premiärvisades den 28 oktober på biograf Sergel i Stockholm. Den var 117 minuter lång och tillåten från 15 år.
Mordvapen till salu kom att bli Holmgrens sista långfilmsregi.

## Handling
Verkmästare Olle blir vittne till en bilolycka. Han tar hand om en av de överlevande som inte har någonstans att ta vägen. De misstänker att något varit fel med bilen och kan spåra den till en tvivelaktig bilförsäljare vid namn Höken.

## Rollista
- Anna Sundqvist – Eva "Tuff" Larsson
- George Fant – Olle Björnsson, verkmästare
- Keve Hjelm – Ralph "Höken" Hökmosse, bilhandlare
- Tomas Bolme – Tony "Speedy" Fors, mekaniker
- Rolf Skoglund – Gösta "Tjabo" Carlsson, Speedys kamrat
- Carl-Olof Alm – "Tattarn"
- Bengt Brunskog – Bo Lennartsson, journalist
- Lennart Lindberg – Yngve Wejde, journalist
- Nils Eklund – Ivan Bjarner
- Åke Fridell – "Rovan"
- Nils Fritz – "Farsan"
- Sonja Carlsson – Pyret
- Christina Stenius	– Daggan
- Lars Egge	– Sven Backman
- Claes Thelander – direktör Fredin
- Stellan Agerlo – "Svarten"
- Olof Huddén – "Ankan"
- Verner Edberg – truckföraren
- Heinz Spira – grabb
- Arne Ragneborn – grabb
- Thor Hartman – grabb
- Lisbeth Andreasson – Kim
- Åke Wästersjö – en vaktmästare
- Sture Hovstadius – en vaktmästare
- Iwar Wiklander – en mekaniker
- Frithiof Bjärne – Sigge Pettersson
- Ulla-Britta Frölander	– en dam
- Marianne Nielsen	– en dam
- Nils Ramm	– "Fajtarn"
- Karl Öhman – gubben
- Nils Kihlberg – Frank
- Carl-Henry Cagarp – supporter
- Evert Granholm – kunden
- Anna Schönberg – servitris
- Arthur Fischer – bilskrotsägare

## Mottagande
Filmen fick genomgående negativ kritik och ansågs vara misslyckad. Svenska Dagbladets recensent Stig Björkman kallade filmen "usel". Vissa recensenter framhöll vissa rollprestationer som en förmildrande omständighet.

### Fotnoter
1. 1 2 3 4 5  ”Mordvapen till salu”. Svensk Filmdatabas. http://sfi.se/sv/svensk-filmdatabas/Item/?itemid=4675&type=MOVIE&iv=Basic&ref=/templates/SwedishFilmSearchResult.aspx?id%3d1225%26epslanguage%3dsv%26searchword%3dmordvapen+till+salu%26type%3dMovieTitle%26match%3dBegin%26page%3d1%26prom%3dFalse. Läst 27 mars 2013.